# Loïs Openda
Ikoma-Loïs Openda (sinh ngày 16 tháng 2 năm 2000) là một cầu thủ bóng đá chuyên nghiệp người Bỉ hiện thi đấu ở vị trí tiền đạo cắm cho câu lạc bộ RB Leipzig tại Bundesliga và Đội tuyển bóng đá quốc gia Bỉ.

## Sự nghiệp câu lạc bộ

### Sự nghiệp cầu thủ trẻ
Openda bắt đầu sự nghiệp bóng đá của anh tại Patro Othee FC và RFC Liège trước khi gia nhập học viện trẻ của Standard Liège.

### Club Brugge
Năm 2015, Openda chuyển đến học viện của Club Brugge. Anh có trận ra mắt cho đội một của Club Brugge vào ngày 10 tháng 8 năm 2018 tại Giải bóng đá vô địch quốc gia Bỉ trong trận đấu với Kortrijk sau khi vào sân thay Jelle Vossen tại phút thứ 80. Anh ghi bàn thắng đầu tiên cho câu lạc bộ vào ngày 3 tháng 2 năm 2019 trong trận hòa 1-1 trước K.A.A. Gent. Sau khi mùa giải 2019–20 kết thúc, anh trở thành nhà vô địch Bỉ cùng Brugge. Trong mùa giải này, Openda ra sân 15 lần và không ghi được bàn thắng nào.

#### Vitesse (cho mượn)
Vào ngày 21 tháng 7 năm 2020, Openda gia nhập câu lạc bộ Vitesse tại Eredivisie theo hợp đồng một mùa giải cho mượn. Anh ghi bàn thắng đầu tiên cho Vitesse vào ngày 3 tháng 10 trong chiến thắng 3–0 trước Heracles Almelo. Vitesse lọt vào trận chung kết KNVB Cup nhưng thua 2-1 trước Ajax. Openda ghi bàn thắng duy nhất cho đội bóng có trụ sở tại Arnhem. Vào tháng 6 năm 2021, Openda gia nhập Vitesse theo dạng cho mượn thêm một mùa giải.

### Lens
Vào ngày 6 tháng 7 năm 2022, Openda ký hợp đồng 5 năm với Lens tại Ligue 1 và chính thức gia nhập câu lạc bộ này. Anh ghi bàn thắng đầu tiên cho Lens vào lưới Inter Milan trong một trận giao hữu vào ngày 22 tháng 7. Vào ngày 28 tháng 10, anh ghi hat-trick đầu tiên cho câu lạc bộ trong chiến thắng 3–0 trước Toulouse. Sau tám trận không ghi bàn, anh lập hat-trick nhanh nhất ở Ligue 1 trong vòng 4 phút 30 giây trong chiến thắng 4–0 trên sân khách trước Clermont Foot vào ngày 12 tháng 3 năm 2023. Anh vượt qua kỷ lục trước đó của Matt Moussilou.

### RB Leipzig
Vào ngày 14 tháng 7 năm 2023, Openda ký hợp đồng 5 năm với câu lạc bộ RB Leipzig tại Bundesliga. Phí chuyển nhượng của vụ chuyển nhượng này là 40 triệu euro bao gồm phụ phí lên tới 6 triệu euro. Vào ngày 19 tháng 8, anh ghi bàn thắng đầu tiên trong trận ra mắt Bundesliga trong trận thua 3–2 trước Bayer Leverkusen. Vào ngày 28 tháng 11, Openda ghi hai bàn tại Sân vận động Thành phố Manchester vào lưới Manchester City mặc dù RB Leipzig thua 2–3 trong trận này. Anh kết thúc mùa giải Bundesliga đầu tiên tại câu lạc bộ với tư cách là vua phá lưới với 24 bàn thắng chỉ sau Harry Kane và Serhou Guirassy trong giải đấu.

## Sự nghiệp quốc tế
Openda từng là cầu thủ trẻ cho các đội tuyển trẻ quốc gia Bỉ từ năm 2015 đến 2019 và ghi 15 bàn sau 41 trận. Anh thi đấu cho đội U-21 từ ngày 6 tháng 9 năm 2019.
Vào ngày 18 tháng 5 năm 2022, Openda được điền tên vào đội hình tham dự bốn trận đấu UEFA Nations League 2022–23 vào các ngày 3, 8, 10 và 13 tháng 6 năm 2022 lần lượt gặp Hà Lan, Ba Lan (hai lần) và xứ Wales. Anh lại chơi trong trận gặp xứ Wales tại UEFA Nations League vào ngày 13 tháng 9 năm 2022.
Vào ngày 10 tháng 11 năm 2022, anh có tên trong đội hình chính thức tham dự FIFA World Cup 2022 tại Qatar.

## Đời tư
Openda sinh ngày 16 tháng 2 năm 2000 và lớn lên ở Ans, gần Liège. Cha anh đến từ Congo và mẹ anh là người gốc Maroc. Bên cạnh đó, anh cũng là một Kitô hữu sùng đạo.

## Thống kê sự nghiệp

### Câu lạc bộ
Tính đến 18 tháng 5 năm 2024
| Câu lạc bộ          | Mùa giải            | Giải vô địch        | Giải vô địch | Giải vô địch | Cúp quốc gia | Cúp quốc gia | Châu lục | Châu lục | Khác | Khác | Tổng cộng | Tổng cộng |
| Câu lạc bộ          | Mùa giải            | Hạng đấu            | Trận         | Bàn          | Trận         | Bàn          | Trận     | Bàn      | Trận | Bàn  | Trận      | Bàn       |
| ------------------- | ------------------- | ------------------- | ------------ | ------------ | ------------ | ------------ | -------- | -------- | ---- | ---- | --------- | --------- |
| Club Brugge         | 2018–19             | Belgian Pro League  | 20           | 4            | 1            | 0            | 7        | 0        | —    | —    | 28        | 4         |
| Club Brugge         | 2019–20             | Belgian Pro League  | 15           | 0            | 3            | 0            | 7        | 1        | —    | —    | 25        | 1         |
| Club Brugge         | Tổng cộng           | Tổng cộng           | 35           | 4            | 4            | 0            | 14       | 1        | —    | —    | 53        | 5         |
| Vitesse (mượn)      | 2020–21             | Eredivisie          | 33           | 10           | 5            | 3            | —        | —        | —    | —    | 38        | 13        |
| Vitesse (mượn)      | 2021–22             | Eredivisie          | 33           | 18           | 2            | 1            | 11       | 4        | 4    | 1    | 50        | 24        |
| Vitesse (mượn)      | Tổng cộng           | Tổng cộng           | 66           | 28           | 7            | 4            | 11       | 4        | 4    | 1    | 88        | 37        |
| Lens                | 2022–23             | Ligue 1             | 38           | 21           | 4            | 0            | —        | —        | —    | —    | 42        | 21        |
| RB Leipzig          | 2023–24             | Bundesliga          | 34           | 24           | 1            | 0            | 8        | 4        | 1    | 0    | 44        | 28        |
| Tổng cộng sự nghiệp | Tổng cộng sự nghiệp | Tổng cộng sự nghiệp | 173          | 77           | 16           | 4            | 33       | 9        | 5    | 1    | 227       | 91        |

1. ↑  Bao gồm Cúp bóng đá Bỉ, KNVB Cup, Coupe de France và DFB-Pokal
2. ↑  Ra sân năm lần tại UEFA Champions League, ra sân hai lần tại UEFA Europa League
3. 1 2  Ra sân tại UEFA Champions League
4. ↑  Ra sân tại UEFA Europa Conference League
5. ↑  Ra sân tại Play-off châu Âu Eredivisie
6. ↑  Ra sân tại DFL-Supercup

### Quốc tế
Tính đến 17 tháng 6 năm 2024
| Đội tuyển quốc gia | Năm       | Trận | Bàn |
| ------------------ | --------- | ---- | --- |
| Bỉ                 | 2022      | 6    | 2   |
| Bỉ                 | 2023      | 8    | 0   |
| Bỉ                 | 2024      | 4    | 0   |
| Tổng cộng          | Tổng cộng | 18   | 2   |

Tỷ số của Bỉ được liệt kê trước, cột tỷ số ghi tỷ số sau mỗi bàn thắng của Openda.
| # | Ngày                 | Địa điểm                                                      | Đối thủ | Bàn thắng | Kết quả | Giải đấu                    |
| - | -------------------- | ------------------------------------------------------------- | ------- | --------- | ------- | --------------------------- |
| 1 | 8 tháng 6 năm 2022   | Sân vận động Nhà vua Baudouin, Brussels, Bỉ                   | Ba Lan  | 6–1       | 6–1     | UEFA Nations League 2022–23 |
| 2 | 18 tháng 11 năm 2022 | Sân vận động Quốc tế Jaber Al-Ahmad, Thành phố Kuwait, Kuwait | Ai Cập  | 1–2       | 1–2     | Giao hữu                    |

## Danh hiệu

### Câu lạc bộ
Club Brugge
- Giải bóng đá vô địch quốc gia Bỉ: 2019–20
- Siêu cúp bóng đá Bỉ: 2018

RB Leipzig
- DFL-Supercup: 2023[22]

#### Cá nhân
- Eredivisie Cầu thủ xuất sắc nhất tháng: Tháng 5 năm 2022[23]
- Eredivisie Đội hình xuất sắc nhất tháng: Tháng 5 năm 2022[23]
- Ligue 1 Cầu thủ xuất sắc nhất tháng: Tháng 3 năm 2023,[24] tháng 4 năm 2023[25]
- UNFP Ligue 1 Đội hình xuất sắc nhất năm: 2022–23[26]